# Stone Cold (1991)
Stone Cold is een Amerikaanse actiefilm uit 1991 geregisseerd door Craig R. Baxley en met American footballspeler Brian Bosworth in een hoofdrol.

## Verhaal
Joe Huff, een politieman ergens in Alabama, stopt een overval op een supermarkt. Wegens politiegeweld wordt hij drie weken geschorst, maar via FBI-agent Lance Dockery ontmoet hij special agent Frank Cunningham. Cunningham chanteert/overtuigt Joe om zes maanden onbetaald verlof te nemen om undercover te gaan in "The Brotherhood", een motorbende in Mississippi. De bende, geleid door Chains Cooper, wordt gelinkt aan drugstrafiek, banden met de maffia en enkele moorden.
Joe wordt lid onder de naam "John Stone" nadat hij een moord pleegt, hoewel die door de FBI geënsceneerd werd. Ice Hensley, de rechterhand van Cooper, vertrouwt John niet en gaat op onderzoek wat uiteindelijk tot diens dood leidt in een motorrace op de snelweg.
Joe achterhaalt dat de bende district attorney Brent Whipperton wil vermoorden. Whipporton maakt kans om staatsgouverneur te worden en een van zijn agendapunten is het uitroeien van alle criminaliteit. Daarnaast is het door zijn toedoen dat een bendelid vastzit wachtend op een proces over een vermeende moord.
Nancy, de vriendin van Chain, ontdekt de ware identiteit van John, maar ze gaat uiteindelijk in op een voorstel om met de FBI samen te werken voor immuniteit. Nadat de "vermoorde" man plots opduikt en Coopers het overspel van Nancy achterhaalt, vermoordt hij haar. Daarop kleeft hij een bom op de borstkas van John en bindt hem vast aan een helikopter. Die helikopter zal een aanslag plegen op het capitool van Mississippi. John kan zich losmaken en overmeestert de piloot.
In de rechtszaal gebruikt chains een automatisch geweer waarbij hij onder andere al de rechters en Whipporton vermoord. John overmeestert Chains, maar die ontsnapt op zijn beurt. Wanneer Chains John wil neerschieten, wordt hij getroffen door een pistool van Lance waarop hij over een richel valt en te pletter neerstort.

## Rolverdeling
| Acteur           | Personage             |
| ---------------- | --------------------- |
| Brian Bosworth   | Joe Huff / John Stone |
| Lance Henriksen  | Chains Cooper         |
| William Forsythe | Ice Hensley           |
| Arabella Holzbog | Nancy                 |
| Sam McMurray     | Lance Dockery         |
| Richard Gant     | Frank Cunningham      |
| David Tress      | Brent Whipperton      |
| Illana Diamant   | Sharon                |

## Nominaties
| Westrijd                     | Categorie      | Ontvanger(s)   | Resultaat   | Ref.  |
| ---------------------------- | -------------- | -------------- | ----------- | ----- |
| Golden Raspberry Awards 1991 | Worst New Star | Brian Bosworth | Genomineerd | [ 2 ] |